# Кардиналы-выборщики на Конклаве 1769 года
| Страна                              | Количество выборщиков |
| ----------------------------------- | --------------------- |
| Итальянские государства             | 44                    |
| Франция                             | 6                     |
| Испания и Священная Римская империя | 3                     |
| Португалия                          | 1                     |

Следующие кардиналы-выборщики участвовали в Папском Конклаве 1769 года. Список кардиналов-выборщиков приводятся по географическим регионам и в алфавитном порядке.
Сорок шесть из пятидесяти семи кардиналов участвовали в Конклаве. Одиннадцать кардиналов отсутствовали на Конклаве, в том числе один из них, умер через три дня после избрания, так и не узнав, что избран новый понтифик. Франция представила вето против избрания кардинала Симоне Буонаккорси. Кардинал Лоренцо Ганганелли, O.F.M.Conv. был избран и назван Климент XIV. Он наследовал Папе Климента XIII, который скончался 2 февраля 1769 года.
В Священной Коллегии кардиналов присутствовали следующие кардиналы-выборщики, назначенные:
- 1 — папой Иннокентием XIII;
- 1 — папой Климентом XII;
- 21 — папой Бенедиктом XIV;
- 34 — папой Климентом XIII.

## Римская Курия
1. Алессандро Альбани, O.S.Io.Hieros., кардинал-протодьякон, библиотекарь Святой Римской Церкви;
2. Джованни Франческо Альбани,  кардинал-епископ Сабины;
3. Виталиано Борромео, апостольский легат в Романьи;
4. Джованни Карло Боски, великий пенитенциарий, префект Священной Конгрегации исправления книг Восточной Церкви;
5. Антонио Бранчифорте Колонна, апостольский легат в Болонье;
6. Симоне Буонаккорси, кардинал-священник с титулярной церковью Сан-Джованни-а-Порта-Латина;
7. Бенедетто Ветерани, префект Священной Конгрегации Индекса;
8. Лоренцо Ганганелли, O.F.M.Conv., кардинал-священник с титулярной церковью Санти-XII-Апостоли (был избран папой римским и выбрал имя Климент XIV);
9. Карло Альберто Гвидобоно Кавалькини, кардинал-епископ Остии и Веллетри, декан Коллегии кардиналов, апостольский про-датарий;
10. Пьетро Джироламо Гульельми, префект Священной Конгрегации дисциплины монашествующих, камерленго Священной Коллегии кардиналов;
11. Людовико Калини, префект Священной Конгрегации индульгенций и священных реликвий;
12. Саверио Канали, кардинал-дьякон с титулярной диаконией Санта-Мария-делла-Скала;
13. Джованни Костанцо Караччоло, префект Верховного Трибунала Апостольской Сигнатуры Милости;
14. Джузеппе Мария Кастелли, префект Священной Конгрегации Пропаганды Веры;
15. Флавио Киджи младший, префект Священной Конгрегации обрядов;
16. Маркантонио Колонна младший, генеральный викарий Рима, архипресвитер патриаршей Либерийской базилики, префект Священной Конгрегации по делам резиденций епископов;
17. Пьетро Колонна Памфили, кардинал-священник с титулярной церковью Санта-Мария-ин-Трастевере;
18. Пьетро Паоло Конти, Кардинал-священник с титулом церкви Санто-Стефано-аль-Монте-Челио;
19. Андреа Корсини, кардинал-дьякон с титулярной диаконией Сант-Анджело-ин-Пескерия;
20. Нери Мария Корсини, секретарь Верховной Священной Конгрегации Римской и Вселенской Инквизиции, архипресвитер патриаршей Латеранской базилики;
21. Федерико Марчелло Ланте Монтефельтро делла Ровере, кардинал-епископ Порто и Санта Руфина, вице-декан Коллегии кардиналов, префект Священной Конгрегации хорошего управления, легат в Баньяи;
22. Карло Витторио Амедео делле Ланце, кардинал-священник с титулярной церковью Санта-Прасседе;
23. Андреа Негрони, секретарь апостольских бреве;
24. Джакомо Одди, кардинал-протопресвитер, (не участвовал в Конклаве);
25. Доменико Орсини д’Арагона, посол Неаполитанского короля при Святом Престоле;
26. Ладзаро Опицио Паллавичино, апостольский легат в Болонье;
27. Никола Перелли, кардинал-дьякон с титулярной диаконией Сан-Джорджо-ин-Велабро;
28. Филиппо Мария Пирелли, кардинал-священник с титулярной церковью Сан-Кризогоно
29. Антонио Марино Приули, епископ Виченцы;
30. Карло Реццонико младший, камерленго;
31. Фердинандо Мария де Росси, префект Священной Конгрегации Тридентского Собора;
32. Фабрицио Сербеллони, кардинал-епископ Альбано;
33. Джироламо Спинола, апостольский легат в Ферраре;
34. Джованни Франческо Стоппани, кардинал-епископ Палестрины;
35. Генрих Бенедикт Стюарт, титулярный герцог Йоркский, кардинал-епископ Фраскати, вице-канцлер Святой Римской Церкви, архипресвитер патриаршей Ватиканской базилики, префект Священной Конгрегации фабрики святого Петра;
36. Луиджи Мария Торреджани, государственный секретарь Святого Престола;
37. Гаэтано Фантуцци, префект Священной Конгрегации церковного иммунитета.

## Европа

### Итальянские государства
1. Джованни Оттавио Буфалини, архиепископ-епископ Анконы и Нуманы;
2. Карло Франческо Дурини, архиепископ-епископ Павии и Амасеи;
3. Винченцо Мальвецци Бонфьоли, архиепископ Болоньи;
4. Джованни Молино, епископ Брешии;
5. Урбано Параччани, архиепископ Фермо;
6. Джузеппе Поццобонелли, архиепископ Милана, (не участвовал в Конклаве);
7. Антонио Серсале, архиепископ Неаполя.

### Франция
1. Поль д’Альбер де Люин, архиепископ Санса;
2. Франсуа Иоаким Пьер де Берни, архиепископ Альби;
3. Этьен-Рене Потье де Жевр, епископ Бове (не участвовал в Конклаве);
4. Шарль-Луи-Сезар-Константен де Роган-Гемене-Монбазон, епископ Страсбурга (не участвовал в Конклаве);
5. Жан-Франсуа-Жозеф де Рошешуар де Фодуа, епископ Лаона (не участвовал в Конклаве).
6. Антуан Клерьяд де Шуазель-Бопре, архиепископ Безансона (не участвовал в Конклаве).

### Священная Римская империя
1. Кристоф Антон фон Мигацци, архиепископ Вены;
2. Франц Конрад Казимир Игнац фон Родт, епископ Констанца (не участвовал в Конклаве);
3. Франц Кристоф фон Хуттен, князь-епископ Шпейра (не участвовал в Конклаве).

### Испания
1. Бонавентура де Кордоба Эспинола де ла Серда, патриарх Западной Индии (не участвовал в Конклаве).
2. Франсиско де Солис Фольк де Кардона, архиепископ Севильи;
3. Луис Антонио Фернандес де Кордоба, архиепископ Толедо (не участвовал в Конклаве);

### Португалия
1. Франсишку де Салданья да Гама, патриарх Лиссабона (не участвовал в Конклаве).